# Sabine Braun
Sabine Braun (Essen, 19 de junho de 1965) é uma ex-atleta alemã, bicampeã mundial e medalhista olímpica do heptatlo.
Estreou nos Jogos Olímpicos em Los Angeles 1984 aos 19 anos, ainda como atleta júnior, e ficou em sexto lugar. Foi campeã mundial do heptatlo em Tóquio 1991 e no ano seguinte medalha de bronze nos Jogos de Barcelona 1992. Depois de uma medalha de prata no Mundial seguinte, disputado em casa, Stuttgart 1993, se tornou bicampeã mundial no Campeonato Mundial de Atletismo de 1997 em Atenas, Grécia.
Também competidora do pentatlo, foi campeã mundial em pista coberta em Paris 1997.
Sua melhor marca no heptatlo, 6985 pontos, alcançada em Götzis, na Áustria, em 1992, perdura até hoje como recorde nacional alemão.